# Generalisim

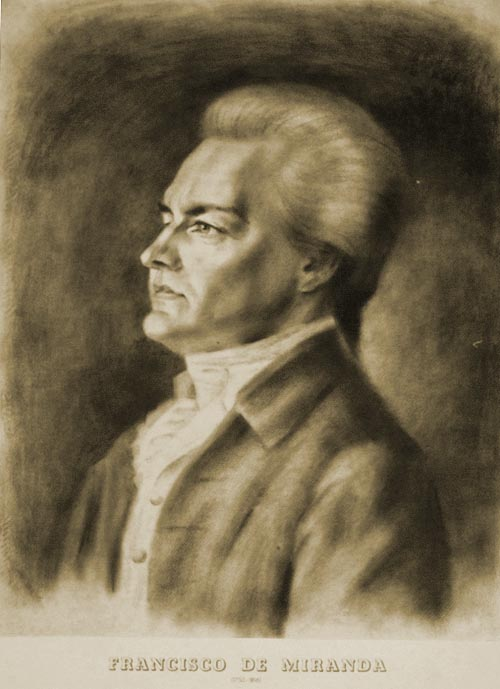
Generalisimul Francisco de Miranda

Generalisim este un grad militar onorific (fără însemne specifice) care se acordă temporar, doar pe timp de război, generalului care este investit cu exercitarea comenzii supreme (sau comenzii de căpetenie), de către suveran - în cazul monarhiilor, sau de către forul legislativ național - în cadrul republicilor. Prin numirea unui generalisim, puterea suverană în stat deleagă temporar deptul său inalienabil de a exercita comanda supremă a forțelor armate ale națiunii.
În România au existat trei astfel de situații: principele moștenitor Ferdinand numit generalisim de către regele Carol I pe timpul participării Armatei României la cel de-Al Doilea Război Balcanic, generalul Constantin Prezan numit generalisim de către regele Ferdinand I după semnarea Armistițiului de la Focșani din timpul Primului Război Mondial și mareșalul Ion Antonescu numit generalisim de către regele Mihai I în timpul celui de-Al Doilea Război Mondial.
Pe timpul cât era numit generalisim, generalul comandant suprem purta uniforma și însemnele gradului militar normal, pe care îl deținea.
Poziția era superioară celor de feldmareșal sau mare amiral. De-a lungul istoriei, gradul a fost acordat comandanților militari care au condus mari armate sau fronturi de armate și care s-au aflat sub comanda directă și exclusivă a monarhului. În zilele noastre, s-a ajuns ca să se utilizeze termenul "generalisim" pentru a denumi unui ofițer superior care a cucerit puterea politică printr-o lovitură de stat militară sau care a suspendat mecanismele constituționale existente la un moment dat pentru a păstra puterea politică cu ajutorul ierarhiei militare. 
Un număr de dictatori și-au autodecernat titluri care conțineau și cuvântul "generalisim". 
De exemplu, Francisco Franco, Șeful Statului Spaniol, s-a autoproclamt Generalísimo de los Ejércitos Españoles ("Generalisim al Armatelor Spaniole"), ca expresie a statutului de comandant suprem al armatei terestre, marinei și forțelor aeriene. (Printr-o paralelă cu titlul de generalisim a lui Franco, oponenții dictatorului îl luau în derâdere pe ministrul Ramón Serrano Suñer, pe care îl numeau el cuñadísimo, un joc de cuvinte care avea la bază termenul cuñado— cumnat, între cei doi existând de altfel această legătură de familie). 
Iosif Visarionovici Stalin și-a decernat titlul de Generalisim al Uniunii Sovietice, pe lângă cel de Mareșal al Uniunii Sovietice, pe 27 iulie 1945, după încheierea celui de-al Doilea Război Mondial pe frontul european. Stalin a fost singurul generalisim sovietic. 
Chiang Kai-shek a folosit de asemenea termenul, deși el era un general clasa specială ori "general cu cinci stele".
De multe ori, în special în țările vorbitoare de limbă engleză, se folosește termenul de generalisim în legătură cu dictatorii militari din America Latină a secolului al XX-lea, deși pentru aceștia termenul de caudillo ar fi mult mai potrivit. De multe ori, termenul generalisim evocă imaginea dictatorului care conduce un regim corupt dintr-o așa-numită "republică bananieră", putând genera confuzii atunci când vine vorba de titlurile militare onorifice. 

## Generalisimi faimoși

### Republica China

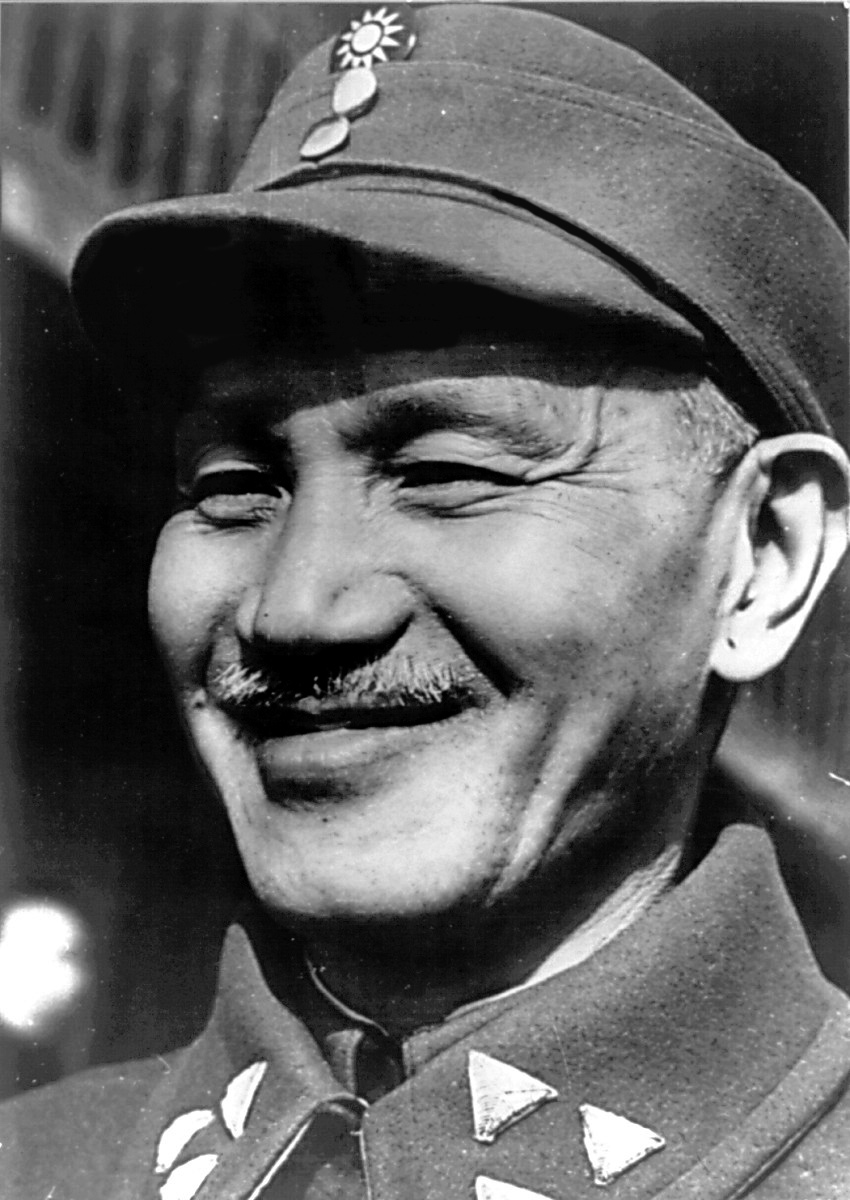
Generalisimul Chiang Kai-shek.

- Sun Yat-sen (1866–1925)
- Chiang Kai-shek (1887–1975)

### Republica Dominicană
- Rafael Leónidas Trujillo (1891–1961)

### Anglia
- Ruprecht Pfalzgraf bei Rhein, Herzog von Bayern (1619–1682)

### Franța
- Henric al III-lea al Franței (1551–1589)
- Henric I de Guise (1550–1588)
- Louis al II-lea de Bourbon-Condé (1621–1688)
- Henri de la Tour d'Auvergne-Bouillon (1611–1675)
- Claude-Louis-Hector de Villars (1653–1734)
- Maurice de Saxe (1696–1750)
- Nicolas Jean-de-Dieu Soult (1769–1851)
- Ferdinand Foch (1851–1929), Comandant suprem al armatelor aliților din primul război mondial
- Maurice Gamelin (1872–1958)

### Sfântul Imperiu Roman / Imperiul Austriac
- Albrecht von Wallenstein (1583–1634)
- Raimondo Montecuccoli (1609–1680)
- Eugen de Savoia (1663–1736)
- Leopold Josef von Daun (1705–1766)
- Josef Wenzel, Prinț de Liechtenstein (1696–1772)
- Arhiducele Carol al Austriei (1771–1847)
- Karl Philipp Fürst zu Schwarzenberg (1771–1820)

### Mexic
- Antonio López de Santa Anna y Pérez de Lebrón (1794–1876)

### Coreea de Nord
- Kim Ir-sen (1912–1994)
- Kim Jong-il (1941-2011)

### Rusia și Uniunea Sovietică
- Alexei Șein (1662–1700)
- Alexandr Danilovici Menșikov (1673–1729)
- Anton Ulrich von Braunschweig (1714–1776)
- Alexandr Suvorov (1729–1800)
- Iosif Vissarionovici Stalin (1879–1953)

### Spania
- Don Juan de Austria (1547–1578)
- Francisco Franco (1892–1975)

### Suedia
- Lennart Torstenson (1603–1651)
- Prințul moștenitor Carol Johan al Suediei și Norvegiei (Jean-Baptiste Bernadotte), regele de mai târziu Carol al XIV-lea Ioan al Suediei și Norvegiei (1763–1844)

### Statele Unite ale Americii

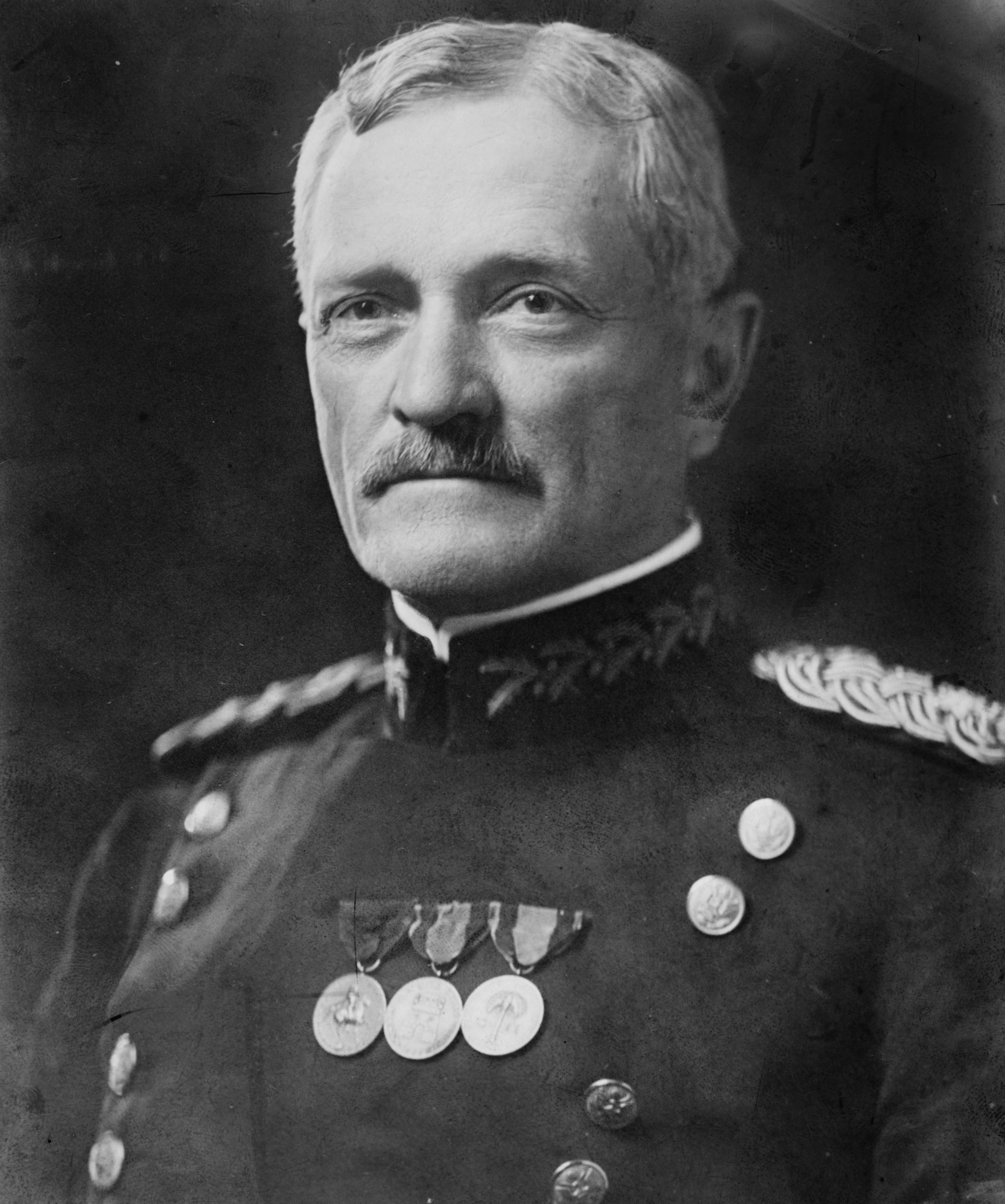
Generalul John Joseph Pershing

- George Washington (1732–1799)
- John Joseph Pershing (1860–1948)
- George Dewey (1837–1917)

### Venezuela
- Francisco de Miranda (1750–1816)

### Veneția
- Pietro Loredan (?–1439)